# Quagering Island
Quagering Island är en ö i Australien. Den ligger i delstaten Western Australia, omkring 320 kilometer söder om delstatshuvudstaden Perth.